# WV Drachten
WV Kapenga Home Center, voorheen bekend als WV Drachten, is een wielervereniging gevestigd in Drachten, Friesland. De club richt zich op het bevorderen van de wielersport in Noord-Nederland, met speciale aandacht voor de opleiding en ontwikkeling van jeugdrenners, nieuwelingen, junioren en dames. De vereniging is actief in zowel wegwielrennen als veldrijden.

## Geschiedenis

### Oprichting en vroege jaren (1947-1960)
In 1947 werden in Drachten jaarlijkse wielerwedstrijden georganiseerd, wat leidde tot een groeiende interesse in de wielersport. Lokale wielerliefhebbers hielden wekelijkse trainingsrondes in "Plan West". Omdat er geen lokale organisatie was, moesten renners zich aansluiten bij clubs in Groningen, Leeuwarden of Heerenveen, wat voor velen bezwaarlijk was. Op initiatief van F. Kuperus werd op 2 mei 1956 in "Hotel Hamburg" te Drachten de wielervereniging opgericht. Het voorlopige bestuur bestond uit F. Lightard, F. Kuperus, A. Numan en G.H. Ensing. De eerste activiteiten waren gericht op wegtrainingen, met een oefentraject bij Drachtstercompagnie in overleg met de verkeerspolitie. Ook werden plannen gemaakt voor onderlinge wedstrijden.

### Groei en successen (1961-1981)
In 1961 ontwikkelde WV Drachten samen met WV Olympia een vergoedingssysteem om meer renners uit andere delen van Nederland naar het noorden te trekken, met als doel de wielersport in Friesland aantrekkelijker te maken. Wiebe Boonstra was in de jaren 60 een van de eerste renners die successen boekte voor WV Drachten. Eind jaren 60 en begin jaren 70 was de vereniging zowel individueel als collectief succesvol. De eerste Caraco-fabrieksploeg bestond voornamelijk uit renners van WV Drachten. Emi Nieuwenhuis behaalde in 1971 een derde plaats op het NK achtervolging en in 1974 een tweede plaats op het NK 50 km baan. In 1972 werd WV Drachten verrassend derde bij het Nederlands clubkampioenschap ploegenachtervolging.
Datzelfde jaar organiseerde de vereniging de eerste nationale veldrit in Friesland bij Hemrik. Vervolgens werd jarenlang de Leembultcross in Drachten georganiseerd, in samenwerking met de Stichting Diamant van het Noorden. In het veldrijden heeft WV Drachten een goede reputatie opgebouwd. Klaas Stobbe uit De Wilp werd tussen 1983 en 1991 achtmaal Nederlands kampioen bij de veteranen en behaalde diverse wereldtitels in het Belgische Mol.

### Vernieuwing en jeugdopleiding (1981-2000)
Op 24 maart 1981 werd het 25-jarig bestaan gevierd, waarbij oud-voorzitter J. Dijkstra tot erelid werd benoemd. Later werden ook G. Ensing, Elte Hofstra, Klaas Stobbe en Durk Steensma geëerd voor hun bestuurlijke of sportieve verdiensten voor de club.
In de jaren 80 kwam het talent Eddy Schurer uit Bakkeveen naar voren. In augustus 1987 werd hij de eerste beroepsrenner van WV Drachten en bleef dat tot en met het seizoen 1994. Het jaar 1992 was een topjaar voor de vereniging, met 33 overwinningen. Hoogtepunten waren de vier districtstitels: Wieger Oosterwoud (Amateurs-A), Jan Bakker (Amateur-B), Emi Nieuwenhuis (Veteranen) en Tim Hiemstra (Nieuwelingen). In 1993 behaalde Tim Hiemstra het Nederlands kampioenschap op de weg bij de nieuwelingen in Vijlen en twee bronzen medailles op de Jeugd Olympische Spelen in Valkenswaard.
Na deze succesjaren kende de vereniging tegenslagen door het ontbreken van een voorzitter, wat organisatorische problemen veroorzaakte. In november 1995 werd Thijs Haak voorzitter en werd besloten een jeugdafdeling op te zetten, samen te werken met Friese wielerverenigingen en talentvolle renners voor de club te behouden.
Vanaf 1995 bloeide de vereniging op onder leiding van voorzitter Auke Dalstra. De jeugdafdeling werd verder ontwikkeld en er werd nieuw beleid opgesteld voor trainingen en begeleiding. Met diverse sponsors werden sportieve afspraken gemaakt. Sinds 2000 telt WV Drachten in alle categorieën mee. Albert Schurer behaalde overwinningen in de Nationale clubcompetitie. Tim Hiemstra en Herman Steensma keerden terug naar de vereniging en behaalden in 2002 diverse ereplaatsen en overwinningen, zoals de Ronde van Twijzelerheide, Rottevalle en De Wilp. In 2003 eindigde de vereniging als twaalfde in de eindstand van de Nationale clubcompetitie.

### Fusie en recente ontwikkelingen (2008-heden)
Tussen 2008 en 2015 opereerde de vereniging onder de naam WV Woonexpo Kapenga Drachten. Oud-prof Wiebren Veenstra werd aangetrokken als ploegleider voor de elite en beloften. Samen met onder anderen Rudi Bissels en Rein Oppewal werd hard gewerkt om nieuwe talenten op te leiden.
In 2010 werd Rein Oppewal zowel Nederlands, Europees als wereldkampioen bij de Masters. Wendy Oosterwoud werd Nederlands kampioen bij de nieuweling-meisjes. In totaal werden dat jaar acht titels veroverd door renners en rensters van de vereniging.
In 2011 werden zowel op technisch als sportief vlak grote stappen gezet, met meerdere wereldtitels voor Jan Brander en Rein Oppewal bij de Masters. Wendy Oosterwoud prolongeerde haar tijdrittitel bij de nieuweling-meisjes en Melissa Steenhof werd Nederlands kampioen op de weg bij de nieuweling-meisjes. De elite-renners lieten na enkele magere jaren weer van zich horen en plaatsten zich voor het finaleweekend van de clubcompetitie als beste Friese ploeg.
In 2012 beschikte de vereniging over een eigen beleidsplan en werd aangepast wielrennen als nieuwe discipline opgenomen. De technische staf werd uitgebreid met gediplomeerde trainers en het ledental nam toe. Op wedstrijdvlak werden belangrijke wedstrijden naar Friesland gehaald, zoals de A7 Classic, Jeugdronde en de Ronde van Gorredijk. In 2014 werd het NK Wielrennen voor nieuwelingen, junioren en elite georganiseerd in Ureterp.
Op 7 maart 2014 fuseerden WV Olympia uit Heerenveen en WV Woonexpo Kapenga uit Drachten, met als doel het Friese wielrennen een impuls te geven voor zowel de breedtesport als de opleiding van talenten.
Op 10 februari 2016 trad een nieuw bestuur aan en werd de naam gewijzigd in Kapenga Home Center. Dankzij de sponsorcommissie werden Kapenga Wonen uit Buitenpost en Leeuwarden en Homecenter uit Wolvega vastgelegd voor een periode van vijf jaar, zodat de financiële basis verzekerd was.

## Belangrijke Prestaties
- 1972: Eerste nationale veldrit in Friesland.
- 1987: Eddy Schurer wordt de eerste beroepsrenner van de vereniging.
- 1992: Vier districtstitels tijdens het districtkampioenschap.
- 2010-2011: Meerdere Nederlandse, Europese en wereldtitels bij Masters en Nieuweling-meisjes.
- 2014: Organisatie van het NK Wielrennen in Ureterp.